# Muldawa-Gletscher
Der Muldawa-Gletscher (bulgarisch ледник Мулдава lednik Muldawa) ist ein 4,4 km langer und 3,2 km breiter Gletscher auf der Magnier-Halbinsel an der Graham-Küste des Grahamlands auf der Antarktischen Halbinsel. Er fließt von den Nordwesthängen des Lisiya Ridge nördlich des Mount Perchot in nördlicher Richtung zur Leroux-Bucht.
Britische Wissenschaftler kartierten ihn 1971. Die bulgarische Kommission für Antarktische Geographische Namen benannte ihn 2010 nach der Ortschaft Muldawa im Süden Bulgariens.